# Filippo
Filippo (Philippo) ist die italienische Form des männlichen Vornamens Philipp.

## Namensträger

### Vorname
- Filippo Agricola (1795–1857), italienischer Maler
- Filippo Ambrosini (* 1993), italienischer Eiskunstläufer
- Filippo Arrighetti (1582–1662), italienischer Kleriker und Philosoph
- Filippo Baldi (* 1996), italienischer Tennisspieler
- Filippo Berardi (* 1997), san-marinesischer Fußballspieler
- Filippo Brunelleschi (1377–1446), italienischer Architekt und Bildhauer der Frührenaissance
- Filippo Caracciolo (1903–1965), italienischer Adeliger, Politiker, Antifaschist, Funktionär und Autor
- Filippo Ciampanelli (* 1978), italienischer römisch-katholischer Geistlicher und Kurienbischof
- Filippo Farioli (* 2005), italienischer Motorradrennfahrer
- Filippo Franzoni (1857–1911), schweizerisch-italienischer Maler
- Filippo Ganna (* 1996), italienischer Radsportler
- Filippo Gragnani (1768–1820), italienischer Gitarrist und Komponist
- Filippo Inzaghi (* 1973), italienischer Fußballspieler und -trainer
- Filippo Juvarra (1678–1736), italienischer Architekt
- Filippo Leutenegger (* 1952), Schweizer Politiker, Unternehmer und Publizist
- Filippo Lippi (1406–1469), italienischer Maler
- Filippo Macchi (* 2001), italienischer Florettfechter
- Filippo Magnini (* 1982), italienischer Schwimmer
- Filippo Mané (* 2005), italienisch-senegalesischer Fußballspieler
- Filippo Maturi (* 1984), italienischer Politiker aus Südtirol
- Filippo Mazzola (* um 1460; † 1505), italienischer Maler der Renaissance
- Filippo Meli (* 1977), italienischer Fußballschiedsrichterassistent
- Filippo Meneghetti (* 1980), französischer Filmemacher
- Filippo Mondelli (1994–2021), italienischer Ruderer
- Filippo Pacini (1812–1883), italienischer Anatom
- Filippo Paolone (1917–1993), italienischer Journalist und Dokumentarfilmer
- Filippo Pascucci (1907–1966), italienischer Fußballtrainer
- Filippo Petterini (* 1980), italienischer Fußballspieler
- Filippo Pozzato (* 1981), italienischer Radrennfahrer
- Filippo Preziosi (* 1968), italienischer Ingenieur
- Filippo Simeoni (* 1971), ehemaliger italienischer Radsportler
- Filippo Maria Visconti (1392–1447), jüngerer Sohn von Gian Galeazzo Visconti
- Filippo Vitale (* 1589/90–1650), italienischer Maler der neapolitanischen Schule
- Filippo Volandri (* 1981), italienischer Tennisspieler
- Philippo Scolari (1369–1426), ungarischer Heerführer
- Filippo Strocchi (* 1982), italienischer Schauspieler, Sänger, Musiker und Musicaldarsteller

### Familienname
- Gabriela Filippo (* 1987), paraguayische Beachvolleyballspielerin
- Pietro Amat di San Filippo (1822–1895), italienischer Geograph, Historiker und Bibliograf
- Sara Di Filippo (* 1982), ehemalige italienische Fußballspielerin und -trainerin

## Sonstiges
- Filippo (Mineralwasser), ein Mineralwasser aus Bad Imnau
- Forte Filippo, Festung